# Соматическое заболевание
Соматическое заболевание (от др.-греч. σῶμα — тело) — телесное заболевание, в отличие от психического заболевания.

## Описание
В данную группу заболеваний входят болезни, вызываемые внешними воздействиями или же внутренними нарушениями работы органов и систем, не связанные с психической деятельностью человека. В целом значительная часть болезней является именно соматическими, так, например, все травмы (кроме психологических) являются соматическими.
К соматическим заболеваниям относятся:
- Заболевания сердца и сосудов
- Заболевания дыхательной системы
- Поражения печени и почек, ряд поражений желудочно-кишечного тракта
- Травмы, ожоги и ранения
- Наследственные генетические заболевания
- Органические поражения нервной системы
- Инфекции и спровоцированные ими поражения внутренних органов
- Онкологические заболевания
- Паразитарные инвазии
- Эндокринные заболевания